# 片門橋
片門橋（かたかどばし）は、福島県河沼郡会津坂下町にある道路橋である。

## 概要
会津坂下町西部を流れる一級河川只見川を渡り、福島県道341号別舟渡線（旧越後街道）を通す。東詰は会津坂下町片門、西詰は会津坂下町高寺に位置する。現在の橋は1985年に架けられた全長194 mの鋼鈑桁橋であり、橋上は上下対向2車線で供用され、歩道が片側に設置されている。

### 諸元
- 全長…194.0 m
  - 主径間…49.4 m
- 幅員…10.75 m（車道部7.25 m、歩道部2.5 m）
- 形式…4径間鋼連続鈑桁橋
- 竣工…1985年
- 施工…川崎重工・日本鋼管[1]

## 沿革
明治時代に南側の藤峠（現在の同郡柳津町）を通る会津三方道路（現在の国道49号）が開削されるまでの越後街道が只見川を渡河する交通の要衝であり、両岸の片門、高寺に渡船場が置かれ重要な宿場として賑わっていた。
- 1868年9月22日 - 舟橋が架けられる[2]。1878年に英国人旅行家のイザベラ・バードが橋梁を渡り、「12艘の平底舟をつないだ舟橋」と日本奥地紀行で詳細に記している。
- 1924年10月 - 全長104m、幅員2.4mの舟橋が架けられる。1929年廃止[3]。
- 1934年11月26日 - 永久橋としては初代となる橋梁が架けられる。只見川で初めての鉄筋コンクリート橋梁であり、総工費は当時の金額で約6万円。
  - 全長…165.6m
    - 主径間…45m

  - 幅員…4m
  - 形式…6径間RC単純桁橋＋1径間鋼下路式プラットトラス橋＋2径間RC単純桁橋
  - 施工…宮地鐵工所[4]。

旧橋がかかっていた位置周辺には現在でも車両重量10t規制や徐行の道路標識が設置されている。
- 1985年…現在の橋梁が竣工。1986年開通[5]。

## 周辺
- 片門郵便局
- 会津みどり農業協同組合 高寺支所
- 「舟渡」停留所
- 諏訪神社
- 福島県道340号上郷舟渡線
- 磐越自動車道